# (8004) 1987 RX
(8004) 1987 RX è un asteroide della fascia principale di 8,648 km di diametro scoperto nel 1987.

## Descrizione
(8004) 1987 RX è stato scoperto il 12 settembre 1987 all'osservatorio di La Silla, in Cile, da Henri Debehogne.

## Caratteristiche orbitali
L'orbita di questo asteroide è caratterizzata da un semiasse maggiore di 3,17 UA, un perielio di 2,39 UA, un'eccentricità di 0,25 e un'inclinazione di 1,90° rispetto all'eclittica. A causa di queste caratteristiche, vale a dire un semiasse grande compreso tra 2 e 3,2 UA e un perielio superiore a 1,666 UA, è classificato, secondo il JPL Small-Body Database, come oggetto della fascia principale.